# سيلفيو موسر
سيلفيو موسر (بالإنجليزية: Silvio Moser) (و. 1941 – 1974 م) هو متسابق دراجات نارية، ومهندس، وسائق سيارة سباق سويسري، ولد في زيورخ، توفي في لوكارنو، عن عمر يناهز 33 عاماً.